# Casa Teodorescu
Casa Teodorescu este un monument istoric aflat pe teritoriul municipiului Curtea de Argeș.

## Istoric și trăsături
Este o locuință cu plan tradițional și dispoziție tipică regiunii Argeșului și Muscelului, ridicată la începutul secolului XX. Valoroasă pentru prispa închisă, tâmplăria artistică a ferestrelor și geamlâcului și fațadele ce își păstrează decorația originală, de factură academică.

## Imagini din exterior

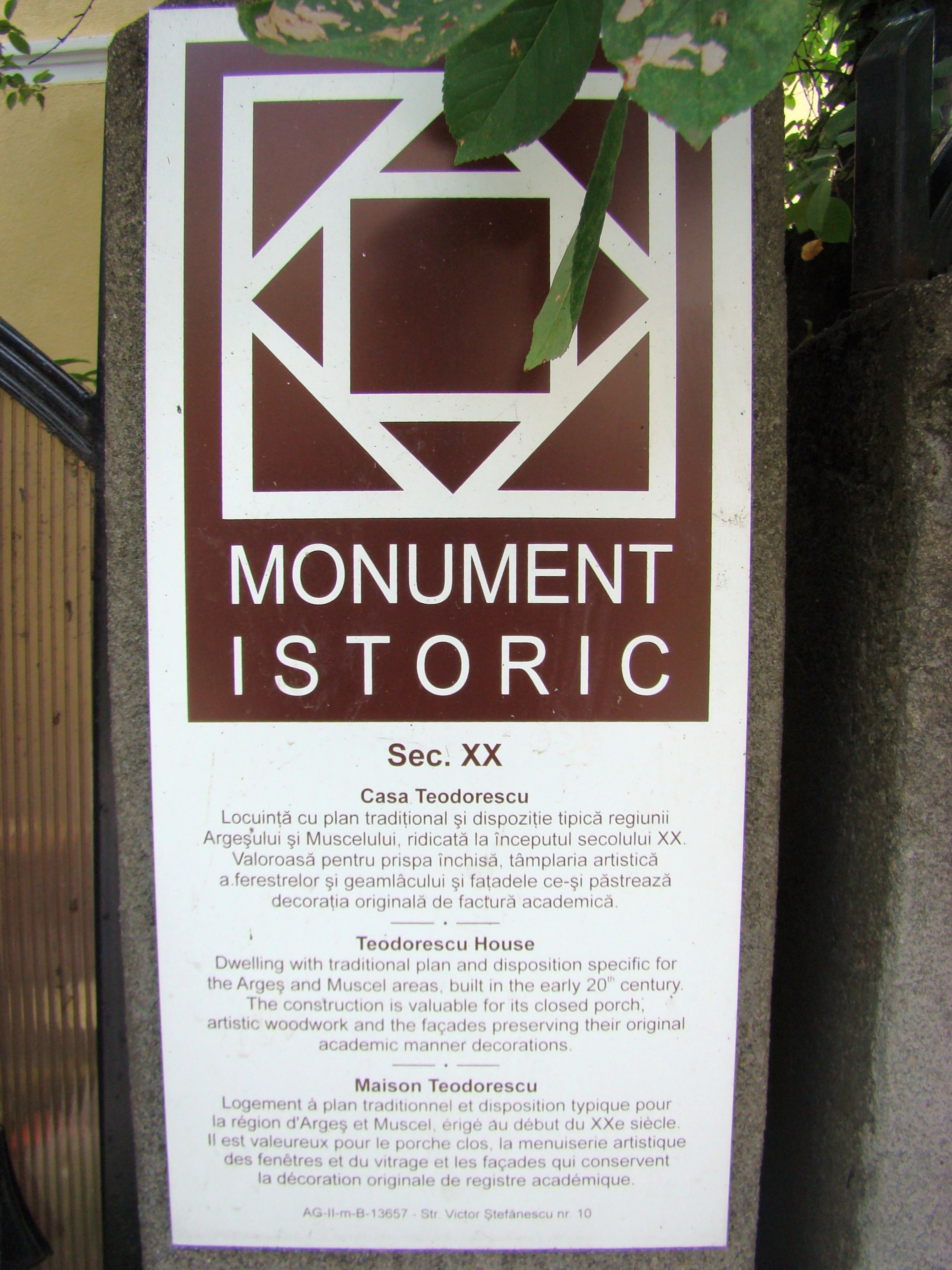
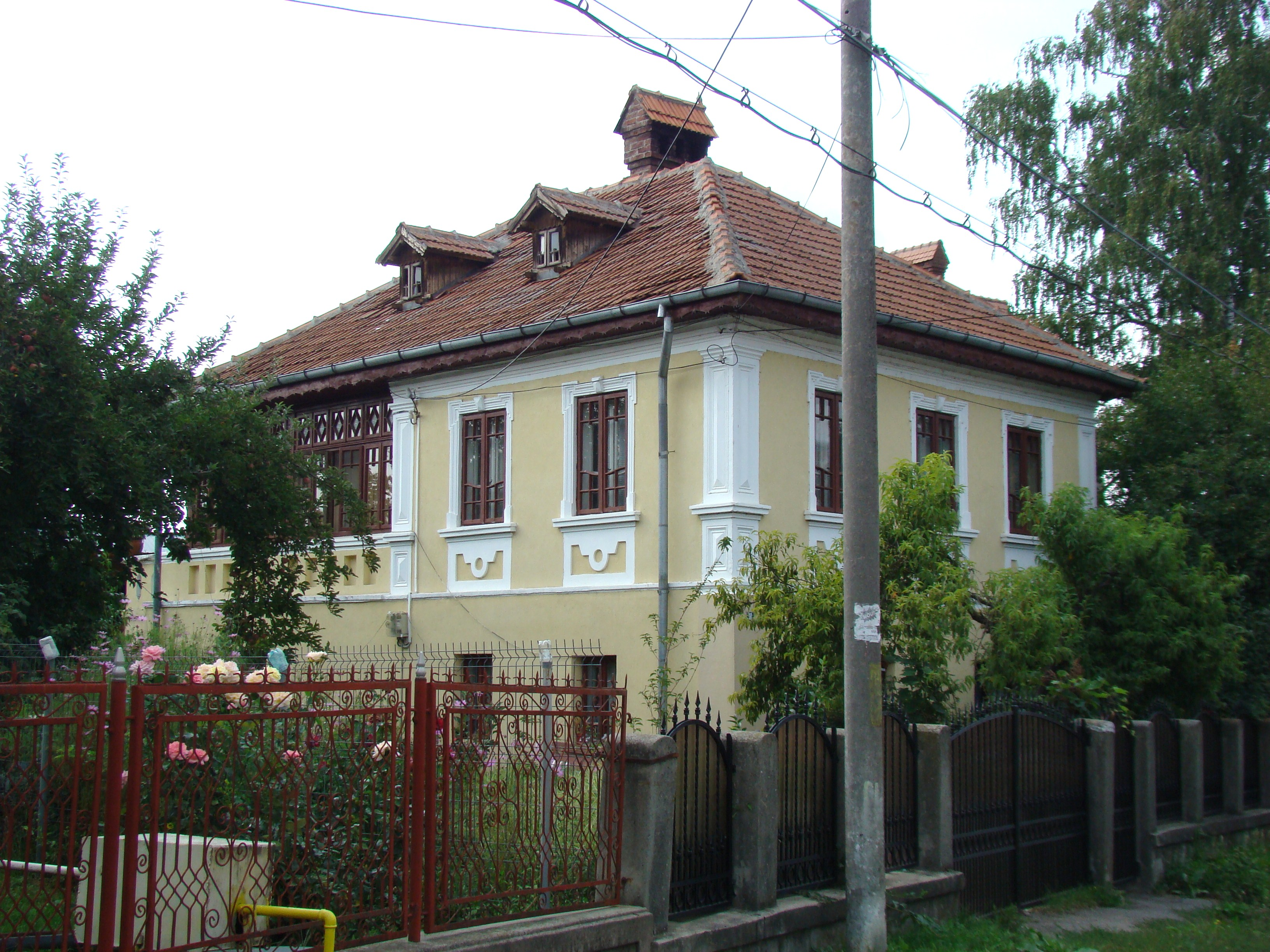
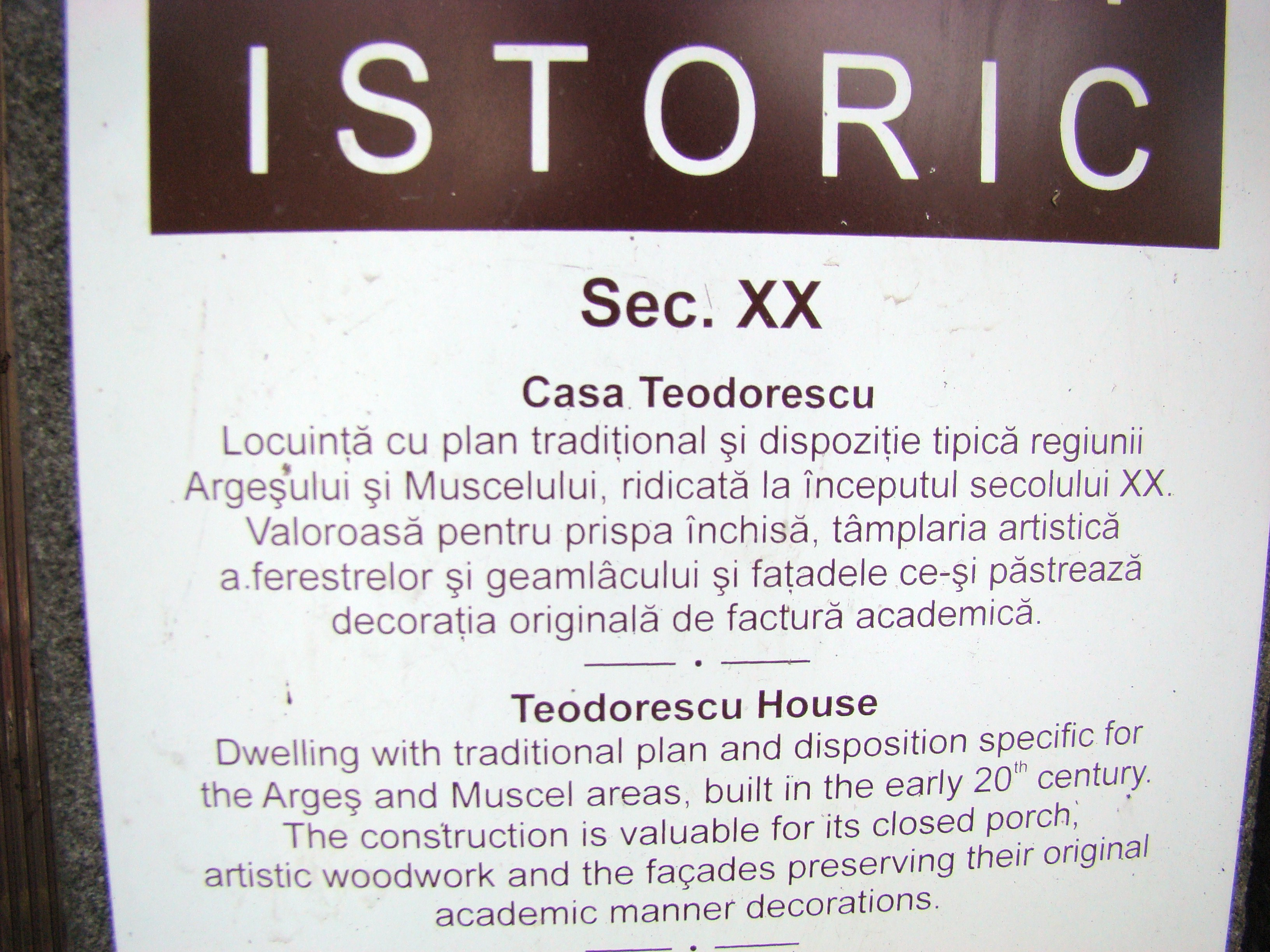

## Vezi și
- Curtea de Argeș